# Горделадзе, Лейла Константиновна
Ле́йла Константи́новна Гордела́дзе (15 апреля 1929, Тифлис —19 марта 2002) — советский и грузинский кинорежиссёр. Заслуженный деятель искусств Грузинской ССР (1976).

## Режиссёрские работы
- 1960 — Левана
- 1962 — Девушка в белом (новелла в киносборнике «Два рассказа»)
- 1967 — Косовица (новелла в киноальманахе «Возвращение улыбки»)
- 1971 — Незадачливые похитители
- 1975 — Собака (новелла в киноальманахе «В тени родных деревьев»)
- 1978 — Вся жизнь
- 1984 — Пять невест до любимой
- 1987 — Мои цыгане
- 1989 — Праздник ожидания праздника
- 1995 — Переселенцы

## Награды
- Заслуженный деятель искусств Грузинской ССР (1976)[1].